# St. Peter und Paul (Hirschfelde)

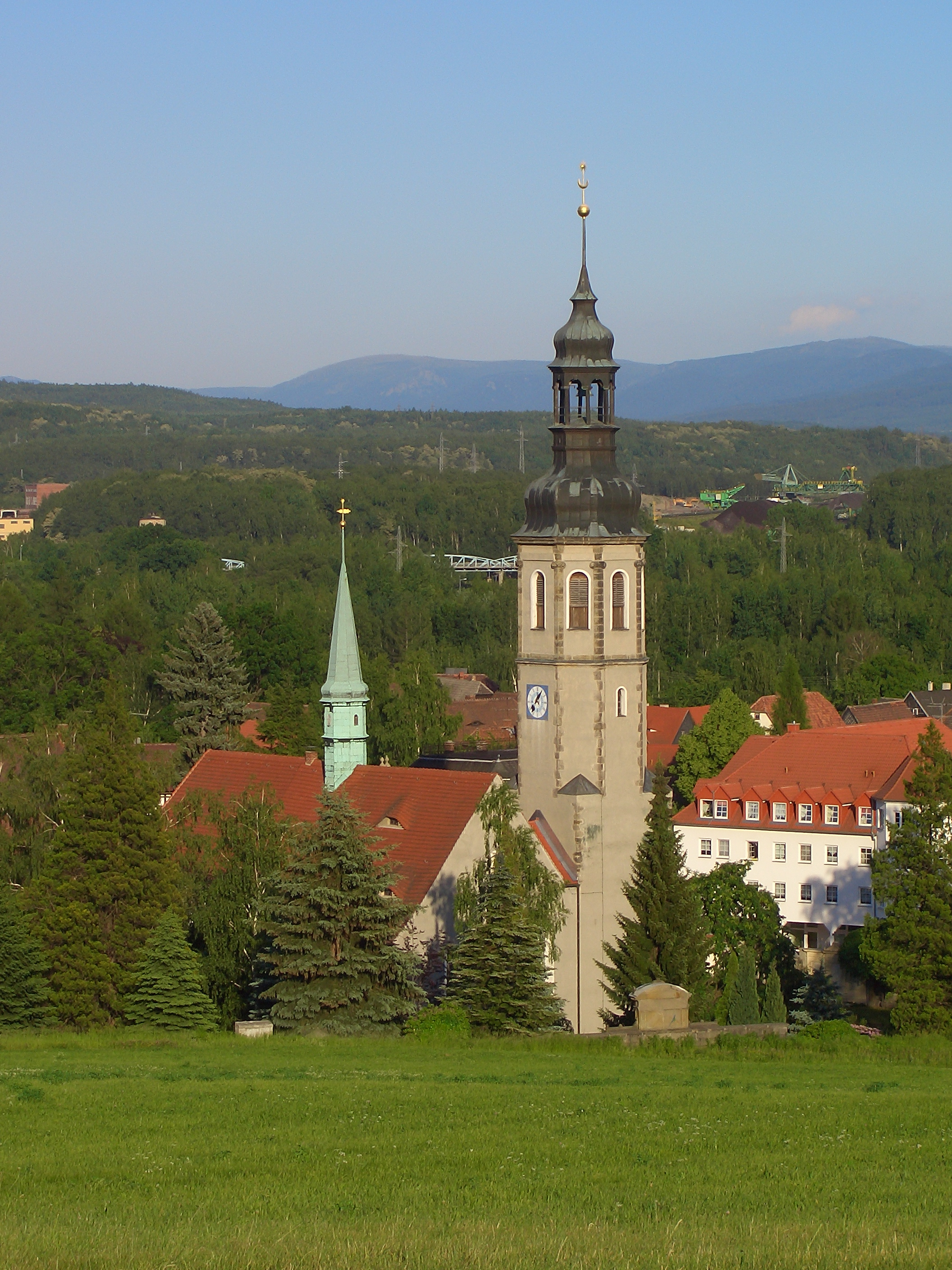
St. Peter und Paul in Hirschfelde

Die evangelische Kirche St. Peter und Paul ist eine im Kern frühgotische, mehrfach umgebaute Hallenkirche im Ortsteil Hirschfelde von Zittau im Landkreis Görlitz in Sachsen. Sie gehört zur Kirchengemeinde Siebenkirchen-Dittelsdorf im Kirchenbezirk Löbau-Zittau der Evangelisch-Lutherischen Landeskirche Sachsens.

## Geschichte und Architektur
Das vermutlich aus dem 13. Jahrhundert stammende, im 15. Jahrhundert ausgebaute Langhaus und der wahrscheinlich zu Anfang des 14. Jahrhunderts erbaute Chor wurden durch einen Umbau im Jahr 1768 verändert. Restaurierungen erfolgten in den Jahren 1669, 1690, 1788 und 1860. An das schlichte rechteckige Langhaus aus Bruchsteinmauerwerk schließt sich der fast ebenso breite, eingezogene, polygonal geschlossene Chor an, dessen Mauerwerk im Jahr 1690 erhöht wurde. Ein stattlicher Turm steht an der Südwestecke des Langhauses und ist über der Höhe des Satteldachs achteckig ausgebildet und auf Höhe der Klangarkaden an den Ecken mit stilisierten römischen Pilastern versehen. Die rundbogigen Öffnungen sowie die aufgesetzte Haube mit der Laterne aus dem Jahr 1692 durch den Maurermeister Matthias Seyfert und den Zimmermeister Kaspar Bräuer geschaffen. Der Dachreiter wurde mehrfach verändert. An der Südseite des Chores ist eine kapellenartige Vorhalle angebaut, an der Nordseite die ehemalige Sakristei. Das Bauwerk wird durch das spitzbogige Westportal aus der zweiten Hälfte des 15. Jahrhunderts erschlossen.
Das zweischiffige Langhaus wird innen durch das Sterngewölbe geprägt, dessen profilierte Rippen kämpferlos in zwei achteckige Pfeiler auslaufen. Der eingezogene, langgestreckte Chor ist mit Domikalgewölbe geschlossen, die südlich anschließende zweijochige Vorhalle mit Kreuzrippengewölbe. Die ornamentale Stuckatur des Chores wurde 1718 geschaffen. Der Durchbruch einer zweiten Bogenöffnung erfolgte im Jahr 1669, als die ursprüngliche Vorhalle für Kirchenstände eingerichtet wurde.
Die zweigeschossige hölzerne Empore, die sich in den Chor hinein fortsetzt, stammt ebenfalls von 1718. Ihre Brüstungen sind mit typologischen Szenen des Alten und des Neuen Testaments von Nikolaus Prescher bemalt.

## Ausstattung
Der hölzerne Hochaltar wurde 1718 vom Tischler Nappe aus Weigsdorf und Bildhauer Jäche aus Zittau geschaffen. Das Altargemälde von Julius Steglich stammt aus den Jahren 1883/84 und zeigt eine Darstellung des segnenden Christus. Seitlich sind zwei vergoldete Säulen angeordnet, darüber erhebt sich die Orgel der Firma Müller & Reiß aus dem Jahr 1824 mit 21 Registern auf zwei Manualen und Pedal; sie wurde nach Veränderungen in den Jahren 1985–93 durch die Firma Schuster restauriert.
Die vermutlich gleichzeitig mit dem Altar geschaffene hölzerne Kanzel ist an der Nordseite des Chorbogens angeordnet. Die Taufe aus Sandstein stammt vermutlich aus dem Jahr 1752. Am östlichen Pfeiler ist ein nahezu lebensgroßes Kruzifix aus Holz angebracht, das vermutlich aus dem Jahr 1724 stammt. An den Außenmauern die Kirche und auf dem Friedhof sind barocke Grabmäler erhalten.